# گروه سایمون پراپرتی
گروه سایمون پراپرتی (انگلیسی: Simon Property Group) شرکت املاک آمریکایی است، که در زمینه توسعه املاک تجاری و مسکونی، همچنین مدیریت املاک تجاری فعالیت می‌کند. این شرکت هم‌اکنون مالک شبکه‌ای از ۳۲۵ مرکز خرید (با مساحت بیش از ۲۲ میلیون متر مربع) در آمریکا و آسیا می‌باشد.
گروه سایمون در سال ۱۹۹۳ توسط ملوین سایمون تأسیس شد و هم‌اکنون بزرگترین شرکت توسعه املاک تجاری در آمریکا و نیز بزرگترین اپراتور و مالک مراکز خرید در ایالات متحده محسوب می‌شود. دفتر مرکزی این شرکت در شهر ایندیاناپلیس قرار دارد و بخشی از سهام آن در بازار بورس نیویورک معامله می‌شود.